# District de Bealanana
Bealanana est l'un des districts de la région Sofia, situé dans le Nord-Est de Madagascar.
La tribu Tsimihety règne dans ce pays. Elle est le 3e rang pour la culture de riz après l'Alaotra et Marovoay.